# Concepción (Santander)
Concepción es un municipio colombiano ubicado en el departamento de Santander. Forma parte de la provincia de García Rovira.

## Historia
Fue fundado en 1722 por Pedro Manuel Angarita y José Manuel Cáceres Enciso. Fue capital de la provincia de García Rovira.

## Geografía

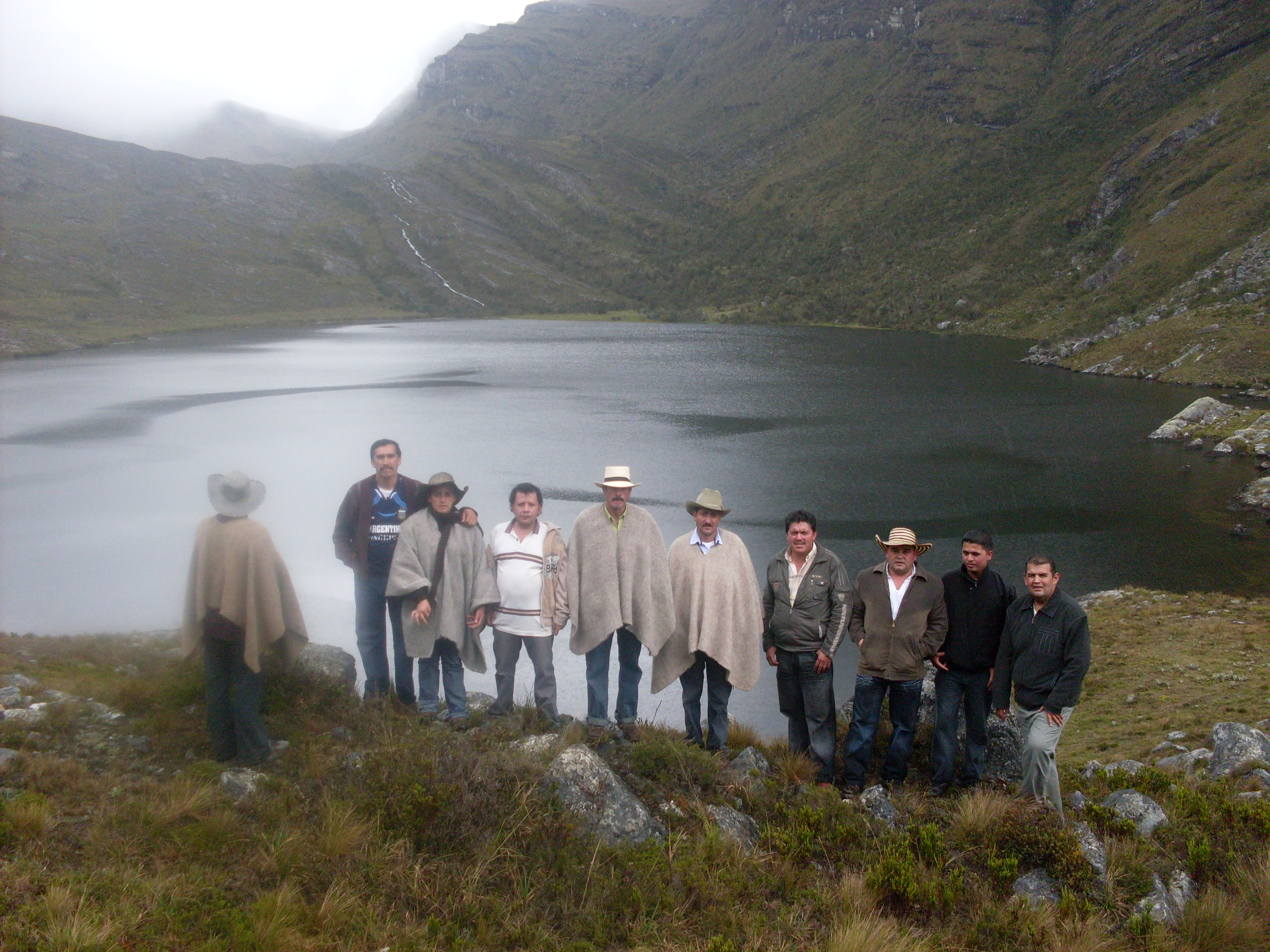
Laguna Arriviatada.

Se localiza en un terreno llano y despejado, con temperaturas de alrededor de 18 °C. El municipio ocupa 686 km², y limita con Cerrito por el norte; Carcasí, Enciso y Málaga por el sur; Boyacá por el oriente; y San Andrés por el occidente......
El territorio del municipio es atravesado por los ríos Servitá y Sartanejo.

## Demografía
El municipio tiene 7.133 habitantes, de los cuales 2.508 viven en la zona urbana y 4.625 en la zona rural. Es uno de los pocos municipios de Santander que cuenta con habitantes pertenecientes a la comunidad indígena de los uwas.

## Economía y turismo
Concepción es un municipio productor de lana, y es a su vez Capital Lanar de Colombia y cuenta con varias pequeñas fábricas destinadas a la producción lanar. Las ferias del pueblo se enfocan principalmente en exposiciones Ovinas, Ganaderas, Equinas y de productos lanares, además de manofactura artesanal. Los habitantes del pueblo además desarrollan la agricultura, principalmente cultivos de cebada, trigo, papa, maíz, fríjol, mora y curuba. 
El 8 de diciembre se celebran sus fiestas patronales en honor a la virgen de la Inmaculada Concepción, en las cuales participan delegaciones de colonias de diferentes ciudades del país que retornan a esta tierra hermosa, llena de calor humano y hospitalidad.